# Edwin Hewitt
Edwin Hewitt   (Everett, 20 de gener de 1920 - Seattle, 21 de juny de 1999) va ser un matemàtic estatunidenc.

## Vida i obra
Hewitt va néixer a Everett (Washington), uns cinquanta quilòmetres al nord de Seattle, on el seu pare treballava per a la drassana militar Puget Sound Naval Shipyard. El 1931, la seva mare, amb els seus tres fills, se'n va anar a viure a Saint Louis (Missouri), per allunyar-se del marit, i Hewitt va ser escolaritzat en aquesta ciutat i en un internat a Leelanau (Michigan). El 1936, amb només setze anys, va ingressar amb una beca completa a la universitat Harvard, en la qual es va doctorar el 1942, amb vint-i-dos anys. Els anys següents, durant la Segona Guerra Mundial, es va incorporar a les Forces Aèries dels Estats Units d'Amèrica, en les quals va fer treball de recerca i, també, va ser bombarder.
Acabada la guerra, va estar un curs a cadascun dels següents centres: l'institut d'Estudis Avançats de Princeton, el Bryn Mawr College i la universitat de Chicago; fins que el 1948 va ser nomenat professor de la universitat de Washington a Seattle, on va fer la resta de la seva carrera acadèmica fins que es va retirar el 1986, passant a ser professor emèrit.
Hewitt és recordat pels seus treballs en anàlisi matemàtica i en topologia. D'especial rellevància són els seus treballs sobre nombres hiperreals i sobre espais real-compactes.